# GBS Brandenburg-Wagen
Die Typen Brandenburg und Neu-Brandenburg der Großen Berliner Straßenbahn (GBS) waren eine insgesamt 321 Wagen umfassende Serie von vierachsigen Straßenbahntriebwagen, die zwischen 1897 und 1899 beschafft wurden. Sie waren zu Beginn für den Mischbetrieb mit Oberleitung und Akkumulatoren ausgelegt und wurden bis 1902 auf reinen Oberleitungsbetrieb umgebaut.

## Entwicklung

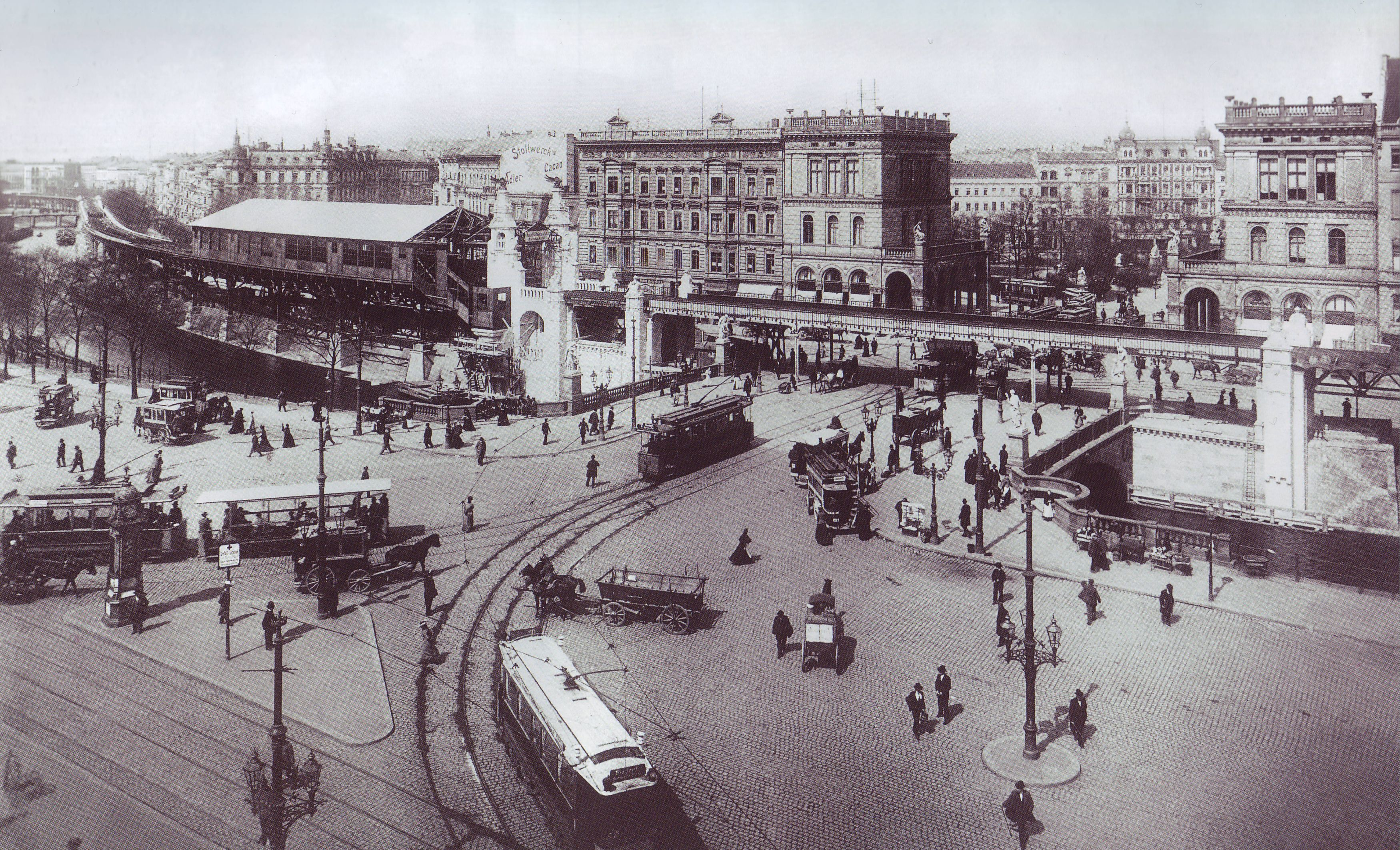
Mehrere Brandenburg-Wagen am Halleschen Tor (1901)

Ab 1896 begann die Große Berliner Pferde-Eisenbahn (GBPfE; ab 1898 Große Berliner Straßenbahn) nach anfänglichen Zweifeln mit der Elektrifizierung ihres Streckennetzes. Die ersten Strecken dienten der Anbindung an die Gewerbeausstellung in Treptow und zeigten so den Besuchern auch die Vorzüge des elektrischen Betriebs. 1897 handelte die GBPfE mit der Stadt Berlin einen Vertrag über die Elektrifizierung des übrigen Netzes sowie der Konzessionsverlängerung bis 1919 aus, unter der Bedingung, die Elektrifizierung binnen fünf Jahren abzuschließen. Die Stromentnahme sollte von der Oberleitung über Rollenstromabnehmer erfolgen. Die bei den ersten Strecken teilweise eingebaute Unterleitung in der Lindenstraße sowie am Dennewitzplatz wurden auf Grund technischer Probleme wieder entfernt, hier und an anderen städtebaulich kritischen Bereichen sollte die Überbrückung mittels Akkumulatoren erfolgen.

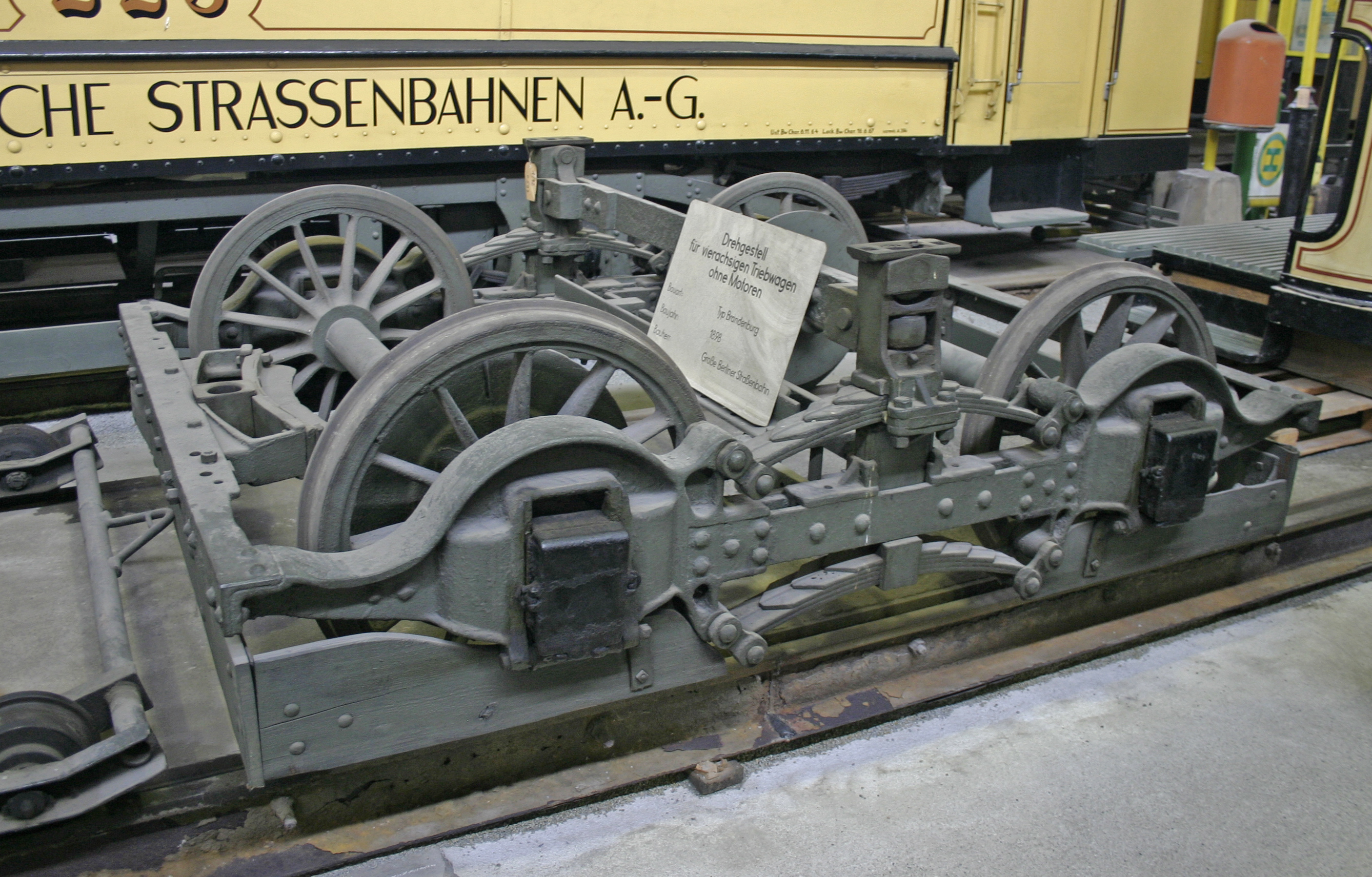
Drehgestell der Bauart Brandenburg in der Fahrzeugsammlung des DTMB, 2018

Die 1897 bestellten Wagen waren für beide Antriebsformen vorgesehen. Der Innenraum wies zur Unterbringung der Akkumulatoren ausschließlich Längssitze auf, je 14 pro Wagenseite. Da die Akkumulatoren eine hohe Eigenmasse hatten, waren die Fahrzeuge vierachsig ausgeführt, wobei je zwei Achsen in einem Drehgestell Typ Brandenburg beziehungsweise Neu-Brandenburg lagen. Die Wagenräder waren jeweils gleich groß, je eine Achse pro Drehgestell war angetrieben. Durch die daraus resultierende geringe Reibungsmasse waren die Wagen nicht für den Beiwagenbetrieb ausgelegt. Von außen waren die Wagen durch ihre fünf Fenster zu erkennen, wobei das mittlere Seitenfenster etwa zwei Drittel der Breite der übrigen Fenster hatte. Dieses ließ sich zudem als einziges öffnen. Bei den Wagen des Typs Brandenburg waren die Fenster am oberen Abschluss gewölbt, beim Typ Neu-Brandenburg waren dagegen die oberen Ecken abgerundet.
Der Betrieb mit den Akkumulatoren bewährte sich nicht lange, da einerseits die Fahrtzeit unter der Oberleitung nicht ausreichte, um die Akkumulatoren ausreichend aufzuladen, andererseits die Verwendung von Schwefelsäure in den Geräten und die daraus resultierende Gasentwicklung eine nicht unerhebliche Geruchsbelästigung zur Folge hatte. Der Akkubetrieb wurde daher noch vor Einstellung der letzten Pferdebahnlinie der GBS wieder aufgegeben. Einige der zuvor betroffenen Abschnitte durften danach mit einer Oberleitung versehen werden, Teilstrecken am Schloßplatz, an der Kreuzung der Straße Unter den Linden sowie vor dem Brandenburger Tor mussten dagegen jedoch mit einer Unterleitung versehen werden. Bei den Brandenburg-Wagen wurden die Akkumulatoren nach Aufgabe dieser Betriebsform wieder ausgebaut, die bei den Fahrgästen unbeliebten Längssitze jedoch beibehalten. Die fraglichen Unterleitungsabschnitte wurden fortan mit einem nachgezogenen Stromabnehmer überbrückt.
Nach Zusammenschluss der GBS mit der SSB und der BESTAG zur Berliner Straßenbahn (BSt) erhielten die Fahrzeuge ab 1920 neue Wagennummern. Die Brandenburg-Wagen erhielten die Nummernreihe 4400–4600, die Neu-Brandenburg-Wagen die Nummernreihe 4601–4720. In das Aufbauprogramm der 1920er Jahre wurden die Wagen nicht mit einbezogen. Die Ausmusterung erfolgte zu Beginn der 1930er Jahre.